# 서맨사 이슬러
서맨사 이슬러(Samantha Isler, 1998년 10월 26일 ~ )는 미국의 배우이다.

## 출연 작품
- 몰리스 게임 (2017)
- 캡틴 판타스틱 (2016)
- 디그 투 그레이브스 (2014)